# Калабричито (Казерта)
Калабричито је насеље у Италији у округу Казерта, региону Кампанија.
Према процени из 2011. у насељу је живело 59 становника. Насеље се налази на надморској висини од 35 м.